# Никифорос (певец)
Никифорос (греч. Νικηφόρος Μπιθούλκας, настоящее имя Никифорос Битулкас; род. 24 мая 1988, Афины) — греческий поп-певец, участник греческого шоу X Factor II.

## Жизнеописание
Никифорос родился в Афинах 24 мая 1988 года. Провёл своё детство в Превезе и на Родосе. С ранних лет увлекался музыкой, учился играть на гитаре, изучал сольфеджио и гармонию.
В 15 лет создал группу Dreamers («Мечтатели»), с которой выступал на школьных мероприятиях, в клубах в городе Превеза. В 17 лет он вместе с группой принял участие в музыкальном общегреческом конкурсе, где он завоевал 2 место за индивидуальное исполнение песни, и 3 место получила группа Dreamers среди музыкальных коллективов. Учился в университете в Патрах на физическом факультете.
В Патрах начал петь на профессиональном уровне в престижных клубах «Апофеоз» и «Вулкан». Настоящую популярность певец приобрёл после участия во втором сезоне талант-шоу The X-Factor, на канале ANT1. Никифорос не одержал победу в проекте, однако после выбытия из конкурса подписал контракт с Heaven Music и поселился в Афинах. Первым синглом, который был выпущен Heaven Music, был «Υποσχέσου» («Обещай»), любовная баллада, музыку и текст к которой написал сам Никифорос. Летом 2010 года принимает участие в турне Йоргоса Мазонакиса по Греции. Зимой 2010—2011 года сотрудничает с Йоргосом Мазонакисом, Vegas и Паолой в Салониках. В конце октября 2011 года были завершены съёмки клипа на песню «Μη μου λες πως μ’αγαπάς», которые в течение двух дней проходили в Афинах под руководством режиссёра Константина Ригоса. 11 ноября 2011 года стартовала совместная программа Лукаса Йоркаса с Никифоросом и Феохарисом Иоаннидисом в клубе Messiah! (Колонаки, Афины). В июне 2012 года Никифорос записывает новую песню «Κάνω κύκλους», которую исполняет в дуэте с вокалисткой группы Vegas Мелиной Макри. В июле 2012 года режиссёром Алексом Константинидисом был снят клип на песню «Κάνω κύκλους» под лицензией Heaven Music.
Никифорос пишет музыку и тексты песен.

## Дискография
- 2010 — Υποσχέσου
- 2013 — Τα Λόγια Καίγονται
- 2016 — Best Of

### Синглы
- 2011 — Μη Μου Λες Πως Μ' Αγαπάς
- 2012 — Τρελός
- 2014 — Μόνος Μου
- 2015 — Εδώ Στα Δύσκολα
- 2015 — Απόψε Τέλειωσες
- 2016 — Βόλτα
- 2016 — Σαν Τα Μάτια Σου
- 2017 — Άσπρο Πάτο
- 2018 — Ο Άντρας Που Ξέρεις
- 2018 — Σαν Αλήτης
- 2018 — Ξέρω Τι Κάνω
- 2019 — Έχω Τα Δικά Μου
- 2019 — Τα Λέμε Το Βράδυ
- 2020 — Είναι Που Νιώθω
- 2020 — Έτσι Και Σ' Έβλεπα